# Каванильес-и-Сенти, Антонио
Антонио Каванильес-и-Сенти (исп. Antonio Cavanilles y Centi; 31 января 1805, Ла-Корунья — 2 января 1864) — испанский историк, племянник ботаника Антонио Хосе Каванильеса.
Получил юридическое образование, был адвокатом, цензором испанских театров (1851—1856) и пр. Основной его труд — пятитомная «История Испании» (исп. «Historia de España»; Мадрид, 1860—1864), которую он успел довести до Филиппа II. Каванильесу принадлежат также различные публицистические сочинения — особенно в излюбленной им форме диалогов; в сборнике таких диалогов (исп. «Diálogos politicos y literários»; 1859) участниками бесед выступают различные исторические лица, от Наполеона до Сервантеса, а среди затрагиваемых тем — социализм, гомеопатия, различные исторические события и т. п.